# Chlorofielen
De Chlorofielen is een vereniging die rond 1992 werd opgericht door werknemers uit de pvc- en chloor-industrie.
De Chlorofielen ontstonden uit reactie tegen de door de Belgische regering geplande ecotaks op pvc-flessen voor mineraalwater. Het bekendst werden ze door hun tegenreactie tegen de acties die Greenpeace voerde tegen de chloorindustrie.

## De organisatie
Voorzitter van de Chlorofielen is Ferdinand Engelbeen (°1943, Merksem), die ondertussen gepensioneerd is maar op dat tijdstip werknemer was van AkzoNobel in Rotterdam. Het zwaartepunt lag echter in België bij de bedrijven Solvay, LVM en BASF.
De Chlorofielen voerden acties in Nederland, België, het Verenigd Koninkrijk en Duitsland. Naast directe acties werden er publicaties uitgegeven en lezingen gegeven.
De activiteiten van de Chlorofielen haalden regelmatig de pers.

## Confrontaties met Greenpeace
Greenpeace gaf een aantal studies uit, bv. Zero Dioxin en voerde in de jaren 1990 regelmatig acties aan bedrijven die Chloor produceren omwille van de vermeende schadelijkheid van dit element, bv. bij de aanmaak van de gechloreerde koolwaterstoffen dioxines. De Chlorofielen voerden dan weer tegenacties uit, onder andere aan het hoofdkwartier van Greenpeace in Brussel.
In 1994 werd door de Chlorofielen zonder succes klacht ingediend tegen Greenpeace bij de Nederlandse Reclame Code Commissie.
De Chlorofielen gaven het boek ‘’De verborgen zijde van Greenpeace’’ uit. De Duitse afdeling van Greenpeace diende klacht in tegen 15 punten die in het boek voorkwamen. De Chlorofielen aanvaarden 3 klachten, en een deel van een vierde punt. De rechtbank van Hamburg deed op 20 maart 1998 uitspraak. 6 van de 15 punten worden onontvankelijk verklaard. Voor de overige punten kregen beide partijen kregen deels gelijk :
De Chlorofielen krijgen ongelijk :
- op delen van 2 van de aanklachten omdat ze niet kunnen aantonen dat Greenpeace bewust de publieke opinie misleidt en bewust zaken verkondigt die de realiteit niet weerspiegelen
- Een ander punt gemaakt door de Chlorofielen wordt door de rechtbank als een leugen bestempeld
- Ferdinand Engelbeen krijgt het verbod nog langer een aantal verklaringen te verspreiden die werden verkondigd door de IJslandse producer Gudmundsson en de Deense televisie
- Het gebruik van het woord “mol” wordt als laster bestempeld

De Chlorofielen krijgen gelijk :
- Greenpeace een sekte noemen is een aanvaardbare opinie
- Greenpeace heeft militair getrainde activisten
- Greenpeace’ stelling dat overdrijvingen gepubliceerd kunnen worden bij een politieke controverse is niet geldig
- Greenpeace vertelt halve waarheden over pvc

De uitspraak wordt door de Chlorofielen als een overwinning beschouwd. Ferdinand Engelbeen heeft sindsdien herhaaldelijk verklaard dat hij van de rechter de toestemming kreeg om Greenpeace een sekte te noemen.
Op 27 maart 1998 dienden de Chlorofielen opnieuw klacht in tegen Greenpeace bij de Reclame Code Commissie omdat Greenpeace speeltjes “giftig” noemde. De commissie oordeelde dat de omschrijving “de giftige speeltjes” te stellig is en daardoor misleidend. De rest van de aanklacht van de Chlorofielen wordt verworpen. Ook het beroep van Greenpeace wordt verworpen.
In 2003 stond op alle dozen van het schoenmerk ASICS het label pvc-vrij. De Chlorofielen oordeelden dat ASICS hiermee suggereerde dat pvc schadelijk zou zijn en spanden een kort geding aan tegen ASICS en Greenpeace dat zich bij ASICS aansloot. De Chlorofielen verloren het kort geding omdat de rechter oordeelde dat ASICS niets meer deed dan de consument informeren. Ook het beroep dat de Chlorofielen indienden werd verworpen.
Nadien werd het stil rond de Chlorofielen en werden ze een slapende vereniging. Ze komen enkel nog in de aandacht als een van de verenigingen die betrokken waren bij De Groene Rekenkamer waarvoor Ferdinand Engelbeen lid van de Raad van advies is. Engelbeen is momenteel vooral actief als klimaatscepticus en verkondigt die mening op ontelbare internetsites.